# Модельный мир
«Модельный мир» (англ. Modelland) — подростковый роман, написанный моделью Тайрой Бэнкс и изданный в 2011 году.

## Сюжет
Молодую неуклюжую девушку по имени Туки Де Ла Крим приглашают в легендарную школу-интернат Modelland, где она получает возможность попасть в ряды Интоксибелл, самых знаменитых моделей во всем мире. Попутно она встречает девушку размера «плюс» по имени Дилан, девушку 4’7" по имени Шираз и девушку-альбиноса по имени Пайпер. Между ними возникает прочная связь. поскольку они вместе сталкиваются с испытаниями и трудностями Modelland’а и постараются отыскать правду о том, почему же их всех приняли… и почему таинственный незнакомец, кажется, больше всего на свете желает их отчисления.

## Вдохновение
Бэнкс сказала, что вдохновение на написание Modelland’а снизошло в один прекрасный день, когда она ехала вдоль по улице Нью-Йорка. Она думала, в чём заключается приставка супер- в слове «супермодель», и на ум пришла идея Modelland’а.
Она писала на своём сайте, говоря об идее для книги:
«Я всегда грезила идеями, слова „модельная школа-интернат“ плавали у меня в голове, пока я проезжала по Магистрали ФДР в Манхэттене. Я записала их в небольшом блокноте, и через пять лет, спустя сотни страниц и тысячи рукописей, я, наконец, могла назвать себя автором „Modelland’а“» 

## Реклама в СМИ
В 17 сезоне шоу «Топ-модель по-американски» Бэнкс даёт задание оставшимся четырём конкурсанткам в эпизоде «Тайсон Бэкфорд» перевоплотиться в персонажей романа в короткометражном фильме по мотивам книги (его первая часть траслировалась в этом эпизоде, а вторая — в финале сезона).

## Продолжение
Modelland — это первая часть предполагаемой трилогии.